# Vedettestrip

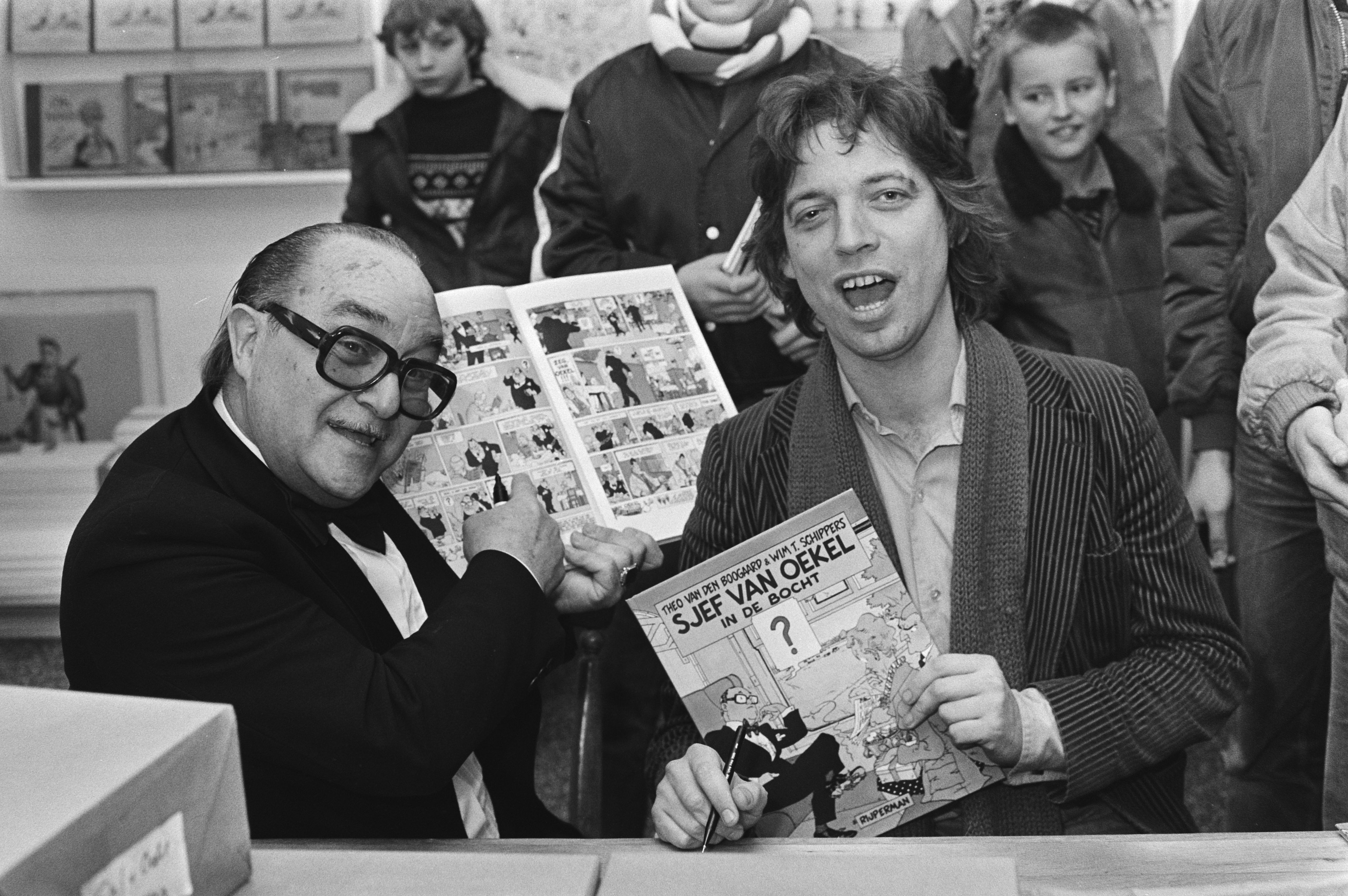
Theo van den Boogaard en Sjef van Oekel met de gelijknamige strip

Een vedettestrip is een stripverhaal dat draait rond bekende personen, meestal uit de media. Dit genre strips wordt ook wel "waspoederstrip" genoemd.

## Concept
De meeste vedettestrips worden getekend en geschreven uit commerciële overwegingen. Meestal wil men ermee inhaken op de mediabekendheid van een bepaalde vedette, televisieserie of rage. In die zin maakt het deel uit van de merchandising. Doorgaans leiden dit soort strips een kort bestaan omdat hun verkoop afhangt van de aandacht die een mediafiguur binnen een bepaalde periode krijgt. Vedettestrips zijn doorgaans geen groot succes omdat ze worden getekend en geschreven door minder ervaren tekenaars. Bovendien staan deze tekenaars meestal onder druk van een televisiezender, bedrijf of de mediaster zelf om niet te veel af te wijken van hun eigen eisen en verwachtingen.
Slechts weinige vedettestrips gaan langer dan één of twee albums mee. Voorbeelden van meer succesvolle en langlopende vedettestrips zijn onder meer: Urbanus door Willy Linthout en Urbanus, FC De Kampioenen door Hec Leemans, Sjef van Oekel door Theo van den Boogaard en Wim T. Schippers, en de meeste strips die rond Studio 100-producties worden uitgebracht zoals Samson en Gert door Wim Swerts en Jean-Pol.
Vedettestrips mogen niet verward worden met strips of politieke cartoons die bekende figuren opvoeren binnen een satirische context zoals de gagcartoons van Erik Meynen, de politieke strip Pest in 't Paleis (1983) door Guido Van Meir en Jan Bosschaert of de stripreeks De Geverniste Vernepelingskes door Urbanus en Jan Bosschaert waarin diverse Bekende Vlamingen worden opgevoerd. Satirische strips maken mediafiguren eerder belachelijk dan dat ze hen verheerlijken. Bovendien is er meer aandacht gespendeerd aan scenario en tekeningen. De scheidingslijn is echter soms vrij dun, gezien de strips rond Jean-Pierre Van Rossem door Erik Meynen een satirische ondertoon hadden en Van Rossem zelf niet erg vleiend werd voorgesteld. En ook Urbanus en De Geverniste Vernepelingskes bulken van de zelfspot.
Het fenomeen dat er als deel van de merchandising een stripversie wordt gemaakt gebaseerd op een populaire film, tekenfilm, boek of tv-serie is overigens niet nieuw. The Walt Disney Company alleen al heeft honderden stripreeksen laten maken gebaseerd op hun populaire tekenfilmfiguren. Willy Vandersteens stripreeks Bessy was geïnspireerd door Lassie, maar had voor de rest weinig met de serie te maken. Ook rond populaire romanfiguren zoals Tarzan, Sherlock Holmes en Dracula zijn vele stripverhalen getekend.

## Voorbeelden van Amerikaanse vedettestrips
- Charlie Chaplin's Comedy Capers, gebaseerd op de gelijknamige komiek Charlie Chaplin, een stripreeks die E.C. Segar tussen 1916 en 1918 tekende, alvorens hij succes zou krijgen met Popeye.
- Laurel en Hardy Classics, gebaseerd op het komische duo Laurel en Hardy.
- Inside Woody Allen, een gagstrip getekend door Stuart Hample, gebaseerd op komiek en filmregisseur Woody Allen.
- The Legend of Wild Man Fischer, een eenmalig stripalbum rond straatzanger Wild Man Fischer door Dennis P. Eichorn.

## Voorbeelden van Nederlandse vedettestrips
- André van Duin, gebaseerd op de gelijknamige populaire komiek, getekend door Toon van Driel en geschreven door André van Duin zelf.
- "Bakken aan de bar", gebaseerd op de Fred Hachéshow en Barend Servetshow, getekend en geschreven door de acteurs die ook deze typetjes vertolkten: Harry Touw en IJf Blokker.
- Bart de Graaff, gebaseerd op de gelijknamige televisiepresentator, getekend en geschreven door Rudi Jonker
- Bassie en Adriaan, gebaseerd op het gelijknamige kinderduo, getekend door Frans Verschoor en tekst door Aad van Toor.
- Lee Towers (in de reeks "Absolute Lee"), waarin de populaire zanger als stripfiguur werd opgevoerd door Rob Derks, echter zonder toestemming van de zanger.
- Ome Keesje, gebaseerd op het gelijknamige hoofdpersonage uit de radiohoorspelserie De familie Mulder in de jaren '20, getekend door Henk Zwart en geschreven door de acteur en radioscenarist zelf, Willem van Cappellen.
- Oppassen!!!, gebaseerd op de gelijknamige televisieserie.
- Nick & Simon, gebaseerd op het gelijknamige Volendamse zangduo in Tina.
- Piet Paulusma, gebaseerd op de gelijknamige weerman, door Piet Voordes.
- Pipo de Clown, gebaseerd op het gelijknamige kinderprogramma, getekend door Jan van der Voo en geschreven door Wim Meuldijk
- Radio Bergeijk, gebaseerd op het gelijknamige radioprogramma, getekend en geschreven door Jeroen de Leijer.
- Sjef van Oekel, gebaseerd op het gelijknamige typetje van Dolf Brouwers, getekend door Theo van den Boogaard en geschreven door Wim T. Schippers.
- Ti-Ta-Tovenaar (een plaatjesalbum), gebaseerd op het gelijknamige kinderprogramma, geschreven en getekend door Lo Hartog van Banda.

## Voorbeelden van Vlaamse vedettestrips
- Albert en Co, rond het Belgisch koningshuis
- Echte Verhalen: De Buurtpolitie, rond de gelijknamige Vlaamse serie
- En daarmee basta!, rond het Ketnetprogramma En daarmee basta!
- Familie Backeljau, rond een populaire sitcom, getekend door Luc Morjaeu
- FC De Kampioenen, rond de gelijknamige populaire Vlaamse sitcom, getekend door Hec Leemans
- Gaston en Leo, rond het gelijknamige komische duo, getekend door Jeff Broeckx
- "Geschipper naast Mathilde", een eenmalige stripreeks van Eduard de Rop rond het populaire programma Schipper naast Mathilde
- De Geverniste Vernepelingskes, waarin de scenarist en tekenaar, Urbanus en Jan Bosschaert, zelf ook de hoofdrollen spelen, naast ontelbare andere Bekende Vlamingen
- Get Ready!, rond de gelijknamige boysband
- Jacques Vermeire, rond de gelijknamige komiek, getekend door Geert Kinnaert
- Drie stripreeksen: K3 (oorspronkelijk De avonturen van K3), De nieuwe avonturen van K3 en De avonturen van K3 rond de gelijknamige meidengroep K3
- Kabouter Plop, rond het gelijknamige populaire kinderprogramma, getekend en geschreven door Wim Swerts en Jean-Pol
- Katastroof, rond de gelijknamige Antwerpse muziekgroep, getekend door Tom Metdepenningen
- Kim, rond tennisster Kim Clijsters
- Het Manneke, rond Jef Cassiers' gelijknamige typetje, geschreven door Cassiers zelf, getekend door Pil (Joë Meuleplas) en later Mark Payot
- Margriet Hermans, rond de gelijknamige zangeres, door Erik Vancoillie en Peter Verbelen
- John Massis, rond de gelijknamige krachtpatser, door John Massis en Pirana
- Mega Mindy, rond het gelijknamige populaire kinderprogramma
- M-Kids, rond de gelijknamige meidengroep
- De Pfaffs, rond de gelijknamige televisieserie over het gezin van Jean-Marie Pfaff
- Samson en Gert, rond het populaire kinderprogramma Samson en Gert, getekend en geschreven door Wim Swerts en Jean-Pol
- Spring!, rond het gelijknamige populaire kinderprogramma
- De Strangers, rond de Antwerpse groep De Strangers, geschreven door Patrick Vermeir en getekend door Dirk Stallaert
- De avonturen van Tommeke, rond de wielrenner Tom Boonen
- Urbanus, rond de komiek Urbanus, geschreven door hemzelf, getekend door Willy Linthout
- Van Rossem, rond de beursgoeroe Jean-Pierre Van Rossem, getekend door Erik Meynen
- W817, rond het gelijknamige Ketnetprogramma W817
- Wendy Van Wanten, rond de gelijknamige zangeres, door Tony Beirens en Jurg De Muynck
- X!NK, rond de gelijknamige kindergroep
- Zornik, over de rockgroep Zornik
- Baba Yega, stripverhaal van Van Bael rond de dansgroep die de talentenjacht Belgium's Got Talent won op VTM
- Marc Coucke, strip over de voetbalvoorzitter en miljonair, van Van Bael en LeON
- Windkracht 10, rond de gelijknamige Vlaamse serie Windkracht 10, stripreeks van Snauwaert, Bergmans, Van De Velde en Roelens
- Milo, strip naar de gelijknamige televisieserie Milo, van Steve Van Bael en Nico De Braeckeleer
- Nachtwacht, strip naar de gelijknamige televisieserie Nachtwacht, van Steve Van Bael en Nico De Braeckeleer
- Camille, rond de zangeres en actrice Camille Dhont, van Renée Rienties en Danny De Vos